# Skogssällskapet
Skogssällskapet är en allmännyttig stiftelse med en hållbar utveckling av skog och mark som målsättning. Stiftelsen står som ägare till en koncern med ett flertal bolag. Skogssällskapets Förvaltning AB är ett svenskt skogsföretag med kärnverksamheten inom skogsförvaltning åt stora och små skogsägare. Kontor finns på cirka 25 platser utspritt över större delen av Sverige. 2016 förvaltar Skogssällskapets olika bolag cirka 500 000 hektar skog i Sverige, Estland, Lettland, Litauen, Norge och Finland.
Skogssällskapets utbud inbegriper skogstjänster, ekonomisk planering och hjälp med fastighetsfrågor. Tidigare lanserade man företagets tjänster under parollen "Din försörjning. Inte industrins." eftersom Sverige under flera år hade Europas lägsta virkespriser.
Stiftelsen Skogssällskapet grundades 1912, syftet är att verka för skogshushållning och naturvård. Avkastningen från koncernens bolag går tillbaka in i den allmännyttiga stiftelsen och återinvesteras i kunskapsutveckling. Varje år delar stiftelsen ut cirka 15 miljoner kronor till forskning, utveckling och kommunikationsprojekt.